# Prześladowanie osób homoseksualnych w III Rzeszy

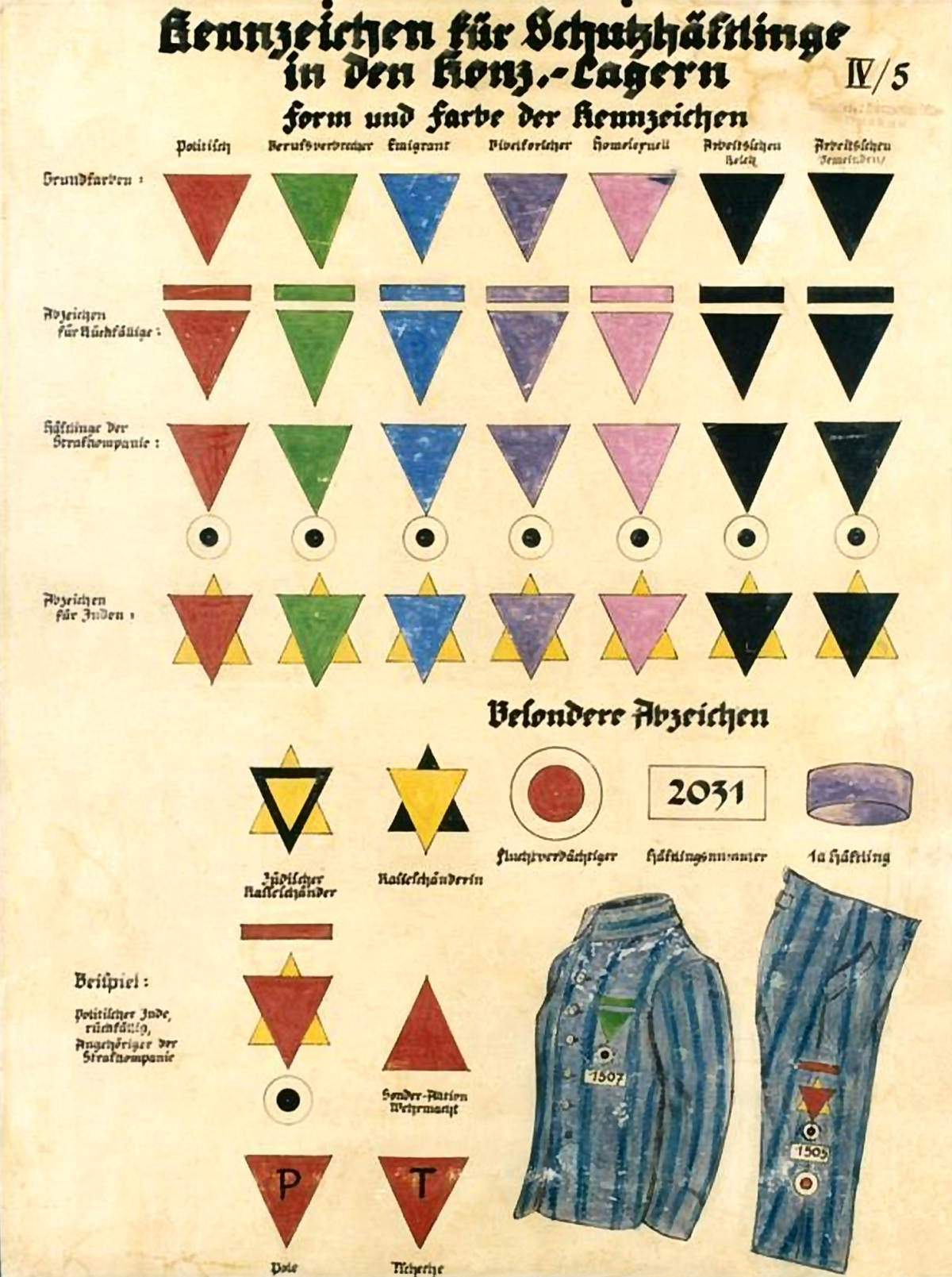
Nazistowska tablica instruktażowa.
Różowym trójkątem oznaczano w obozach koncentracyjnych mężczyzn umieszczonych tam za homoseksualizm.
Czarny trójkąt był zarezerwowany dla kobiet przejawiających postawy aspołeczne, czyli m.in. dla lesbijek.

Prześladowanie osób homoseksualnych w III Rzeszy było planową i zakrojoną na szeroką skalę akcją represji prowadzoną przez nazistów w latach 1933–1945.
W 1928 roku według szacunków specjalnej jednostki Gestapo w Niemczech żyło ok. 1,2 mln osób homoseksualnych. Na podstawie skali Kinseya, która zakłada, że odsetek osób homoseksualnych obojga płci w społeczeństwie waha się między czterema a pięcioma, można zaś obliczyć, że w Niemczech w 1934 roku żyło minimum dwa miliony osób homoseksualnych. Naziści uznawali osoby homoseksualne za stanowiące zagrożenie dla prawidłowego rozwoju „rasy aryjskiej”. W założeniach nacjonalistycznego pojmowania państwa niemieckiego osoby homoseksualne, podobnie jak Żydzi i osoby chore psychicznie, stanowiły realne niebezpieczeństwo dla „prawej” (heteronormatywnej) większości narodu. 28 lutego 1933 wydano rozporządzenie Hindenburga O ochronie narodu i państwa, które zniosło nienaruszanie wolności osobistej i dało podstawę do wprowadzenia aresztu prewencyjnego (tzw. Schutzhaftu). W praktyce przepis ten oznaczał, że podejrzanego można było więzić w zasadzie w nieskończoność i to bez wyroku sądowego. Wielu homoseksualnych mężczyzn było zatrzymywanych w areszcie prewencyjnym, skąd później wysyłano ich do obozów koncentracyjnych.
Głównym celem prześladowań byli mężczyźni narodowości niemieckiej, bądź utrzymujący stosunki seksualne z Niemcami. Kobiety lesbijki nie były zasadniczo prześladowane, w każdym razie nie z mocy paragrafu 175. Na terenie Austrii (także po Anschlussie) funkcjonował od roku 1852 paragraf 129Ib, który przewidywał karę od jednego do pięciu lat pozbawienia wolności za nierząd z osobami tej samej płci. Nie był on jednak powszechnie wykorzystywany – w latach 1938–1943 sądzono z jego mocy w Wiedniu jedynie 66 kobiet. Zdelegalizowano organizacje, wydawnictwa oraz lokale gejowskie. Szacuje się, że w latach 1933–1945 ok. 100 tys. ludzi zostało aresztowanych pod zarzutem homoseksualizmu, z czego 50 tys. zostało skazanych na kary więzienia, 5–15 tys. było wysłanych do obozów koncentracyjnych (poziom śmiertelności nie jest znany, chociaż pojawiają się szacunki, że mógł wynieść 60%).
Po zakończeniu wojny sposób traktowania osób homoseksualnych w obozach koncentracyjnych pozostał nieodnotowany przez większość krajów, a niektórzy mężczyźni zostali nawet ponownie aresztowani i uwięzieni na podstawie dowodów znalezionych w latach nazistowskich. Dopiero w latach 80. XX wieku rządy zaczęły rozpoznawać te wydarzenia, a dopiero w 2002 roku rząd niemiecki oficjalnie przeprosił społeczność gejowską. W 2005 r. Parlament Europejski przegłosował uchwałę w sprawie Holokaustu, która obejmowała również prześladowanie homoseksualistów.

## Represje i ich podstawy ideologiczne
Oficjalną podstawą prawną represji wobec osób homoseksualnych był paragraf 175, wprowadzony do niemieckiego kodeksu karnego w roku 1871, a zatem na długo przed dojściem do władzy nazistów. Niemniej, stosowane przez nich represje wykraczały daleko poza sankcje przewidziane w kodeksie i nosiły znamiona masowej zagłady osób homoseksualnych narodowości niemieckiej, stanowiących „zagrożenie dla rozwoju rasy”.
Kwestia homoseksualizmu była wykorzystywana do dodatkowego zdyskredytowania Ernsta Röhma (i osób z jego otoczenia), twórcy i szefa SA, bliskiego współpracownika Hitlera. Hitler rozkazał zamordować Röhma podczas nocy długich noży jako wpływowego i niebezpiecznego konkurenta do władzy. Jako oficjalny powód podano rzekomo planowany zamach stanu, dodatkowo wskazując brak moralności. W niemieckiej prasie pisano: „Moment aresztowania pokazał tak moralnie smutne obrazy, że każdy ślad litości musiał zniknąć. Niektórzy przywódcy SA mieli przy sobie młodych kochanków. Jeden z nich został zaskoczony i aresztowany w najbardziej obrzydliwej sytuacji. Führer wydał rozkaz bezlitosnego usunięcia tego wrzodu. W przyszłości nie dopuści, by pojedyncze osoby o chorobliwych skłonnościach obciążały i kompromitowały miliony przyzwoitych ludzi”.
Ideologiczne podstawy, które legły u podstaw działań niemieckich nazistów dobrze oddają słowa Heinricha Himmlera z przemówienia wygłoszonego w 1937:

Niektórzy homoseksualiści uważają, że to co oni robią jest ich prywatnym życiem. Lecz życie seksualne nie jest już prywatną sprawą, ponieważ dotyczy przeżycia narodu. To jest różnica między zawładnięciem świata a samozniszczeniem. Naród z dużą ilością dzieci może zawładnąć światem. Naród czysty rasowo z niewielką ilością dzieci stoi już jedną nogą w grobie, za pięćdziesiąt lub sto lat nie będzie już istniał. Dlatego też wszyscy musimy zrozumieć, że nie możemy tej chorobie pozwolić rozwijać się w Niemczech i musimy ją zwalczać... To jest bardzo ważne, abyśmy ich wytępili, nie z zemsty, ale z konieczności życiowej.

Według tych poglądów, drogą do osiągnięcia potęgi narodu niemieckiego było oczyszczenie go z niepotrzebnych elementów, takich jak Żydzi, Cyganie, inwalidzi, pracownicy seksualni i osoby homoseksualne.

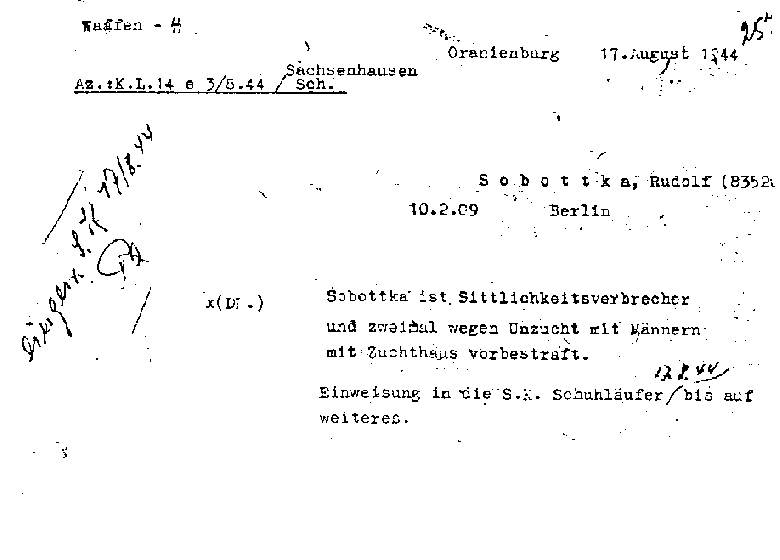
Karta przyjęcia więźnia-homoseksualisty, Rudolfa Sobbotki, do obozu koncentracyjnego w Sachsenhausen.

Osobom homoseksualnym stopniowo odbierano wolność: zamykano bary i kluby, zakazano sprzedaży homoerotycznej literatury, poddawano szykanom. 6 maja 1933 r. instytut berlińskiego lekarza seksuologa Magnusa Hirschfelda, czyli Komitet Naukowo-Humanitarny (Wissenschaftlich-Humanitäres Komitee) stawiający sobie za zadanie zniesienie paragrafu 175 i edukację związaną z homoseksualizmem, został splądrowany przez bojówki Sturmabteilung (SA) i studentów Wyższej Szkoły Wychowania Fizycznego. Na ciężarówki załadowano książki, broszury, obrazy oraz popiersie Hirschfelda. Wywieziono je, by cztery dni później, 10 maja, spalić wraz z zasobami wielu innych berlińskich bibliotek na Placu Hegla przed Operą Państwową. Oznaczało to faktyczny koniec możliwości zniesienia paragrafu 175 i rozpoczęcie okresu prześladowań.
Propaganda stawała się coraz bardziej zjadliwa. Gejów nazywano „antyspołecznymi pasożytami” i „wrogami państwa”. 1 września 1935 rozszerzono brzmienie paragrafu 175 w taki sposób, aby „nieprzyzwoitości między mężczyznami” obejmowały praktycznie każdy typ zachowania o podtekście seksualnym; do czasu tej nowelizacji karalne były tylko stosunki homoseksualne. Obywateli Niemiec zachęcano do donoszenia na współobywateli mężczyzn, których podejrzewano o orientację homoseksualną. Aresztowania gejów i wyroki nabrały rozmachu. W samym 1935 roku liczba zatrzymań zwiększyła się dziesięciokrotnie. W 1937 założono Narodową Centralę do Walki z Homoseksualizmem i Aborcją. Szacuje się, że III Rzesza aresztowała pod zarzutami z § 175 około 100 tys. ludzi. Większa ich część (ok. 78 tys.) przypada na okres 1936-1939, czyli podczas urzędowania Heinricha Himmlera na stanowisku szefa policji. Spośród osób, którym zarzucono kontakty homoseksualne, skazanych zostało około połowy. Ponadto Gestapo miało uprawnienia do aresztowań gejów bez dowodów na złamanie § 175, jako „areszt ochronny” (Schutzhaft) na nieokreślony czas. Większość zatrzymanych trafiła do więzień, ale od 5 do 15 tys. zesłano do obozów koncentracyjnych, gdzie śmiertelność wśród tej grupy była szacowana na poziomie 60%. Więźniowie ocaleni z obozów zeznawali, że ci, którzy nosili różowe trójkąty oznaczające skazanych z § 175, często byli traktowani w dużo gorszy sposób i przez strażników i przez współwięźniów. Jeden z więźniów obozu we Flossenbürgu relacjonował:

W naszym bloku byli tylko i wyłącznie homoseksualiści i każde skrzydło, tzw. izba, mieściło około 250 mężczyzn. Spać mogliśmy tylko w koszulach nocnych z rękami na kocu. To miało zapobiec masturbowaniu się. Szyby były wtedy pokryte centymetrem lodu. Ten, kto został złapany z kalesonami lub z rękami pod kocem – prawie każdej nocy były kontrole – za karę zostawał na dworze oblany paroma wiadrami zimnej wody i musiał godzinę tam stać. Mało kto miał siłę to przeżyć, a ten który z zapaleniem płuc trafiał do izby chorych nie opuszczał jej już jako żywy.

Inny z więźniów wspomina:

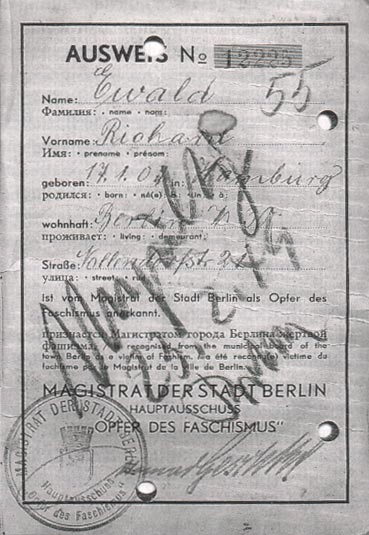
Unieważniona legitymacja przyznająca uprawnienia „ofiary faszyzmu” byłemu więźniowi obozu. Magistrat Berlina Wschodniego unieważniał prawa do odszkodowań więźniom z różowymi trójkątami.

Ponieważ miałem pewne przygotowanie jako sanitariusz, zostałem przeniesiony do pracy w szpitalu obozowym w podobozie Wittenberg. Pewnego dnia strażnik rozkazał mi zmniejszyć racje chleba dla pacjentów będących polskimi więźniami wojennymi, ale ja odmówiłem, tłumacząc, że to nieludzkie traktować tak tych Polaków. Za karę zostałem wysłany do Oświęcimia i tym razem, zamiast oznakowania "175-ki", miałem czerwony trójkąt więźnia politycznego. W Oświęcimiu miałem ukochanego, który był Polakiem; miał na imię Zbigniew.

Sytuacja osób homoseksualnych niemieckich w obozach koncentracyjnych była lepsza tam, gdzie większość więźniów stanowiły grupy nie-niemieckie. Zasadniczo jednak w obozowym systemie znakowania więźniów mężczyźni z różowym trójkątem stali najniżej w hierarchii, zaraz po trójkątach brązowych (Cyganie) i fioletowych (Świadkowie Jehowy). Badania prof. Rüdigera Lautmanna z Uniwersytetu w Bremie dowodzą, że holokaust gejów odznaczał się najwyższą, po holokauście Żydów, śmiertelnością (53%) w obozach koncentracyjnych.
Naziści głosili przy tym pogląd, że z homoseksualizmu można wyleczyć poprzez ciężką pracę, kastrację lub wstrzykiwanie testosteronu. Więźniowie obozów, którzy poddali się „dobrowolnej” kastracji, uzyskiwali „przywileje”: mogli opuszczać obóz do pracy w fabrykach i otrzymywali większe porcje żywnościowe. Carl Værnet, duński endokrynolog, w ramach eksperymentów pseudomedycznych w obozie w Buchenwaldzie i Neuengamme poddawał sterylizacji homoseksualnych więźniów i aplikował im sporą dawkę męskich hormonów. Eksperyment miał wykazać, czy po takim zabiegu homoseksualni mężczyźni będą zainteresowani płcią przeciwną. Rezultaty pozostały nieznane, m.in. z powodu epidemii żółtaczki.

## Pominięcie w odszkodowaniach powojennych
Po pokonaniu nazistowskich Niemiec w 1945 więźniowie skazani na podstawie paragrafu 175 nie zostali zwolnieni. Alianci potraktowali ich jak zwykłych kryminalistów. Geje odbywali w więzieniach reszty zasądzonych kar. Żaden z nich do dzisiaj nie otrzymał odszkodowania za pobyt w obozie koncentracyjnym – w 1956 komisja ds. rekompensat dla byłych więźniów nazistowskich obozów jednoznacznie wykluczyła z zadośćuczynienia ofiary uwięzione za homoseksualizm.
Ustawa o rehabilitacji osób o orientacji homoseksualnej została 22 marca 2017 roku zaakceptowana przez niemiecki rząd. Minister sprawiedliwości Heiko Maas określił karanie osób homoseksualnych mianem „rażącej niesprawiedliwości”. Ponadto stwierdził, że „rehabilitacja mężczyzn, którzy byli prześladowani, więzieni lub potępiani przez państwo jedynie z powodu miłości do innych mężczyzn, z powodu swojej tożsamości seksualnej, powinna odbyć się już dawno”. Projekt ustawy zakłada unieważnienie wszystkich kar za homoseksualizm nakładanych przez niemieckie sądy po 8 maja 1945 roku. Zasada ta ma nie dotyczyć osób skazanych za współżycie z dziećmi oraz za czyny związane z przemocą, gwałtem lub groźbami. Za każdy rok w więzieniu ofiara ma otrzymać 3.000 euro plus 1.500 euro za rozpoczęty rok odbywania kary. Powstanie także Federalna Fundacja im. Magnusa Hirschfelda, która zajmie się badaniem indywidualnych losów osób homoseksualnych. Fundacja dostanie pół miliona euro z kasy niemieckiego państwa.
Ostatnim z różowych trójkątów, który zdecydował się opowiedzieć swoją historię, był Rudolf Brazda. Zmarł on w 2011 roku. Z tego powodu odszkodowania dotyczyć będą raczej więźniów, którzy nie byli oznakowani różowymi trójkątami, a swoje wyroki odsiadywali już po wojnie. Niemiecka Republika Demokratyczna zniosła całkowicie paragraf 175 dopiero w 1967 r. Republika Federalna Niemiec złagodziła nazistowskie prawo w brzmieniu z 1 września 1935 w nowelizacji kodeksu karnego w 1969 r., określając karalną granicę stosunków homoseksualnych na 21 lat. W 1973 r. zmieniono ją na 18 lat, a w 1990 r. pozostałości paragrafu 175 zostały zniesione całkowicie. Odszkodowania dotyczyć więc będą więźniów skazanych w latach 1945–1990.

## „Holokaust” osób homoseksualnych
W tradycyjnych opracowaniach historycznych terminu holokaust używano wyłącznie w odniesieniu do prześladowań Żydów europejskich. W ostatnim 20-leciu XX wieku znaczenie terminu zostało przez niektórych historyków rozszerzone i objęło również inne grupy, które były celem systematycznej polityki eksterminacji ze strony III Rzeszy. Określenie holokaust homoseksualistów nie jest jednak przyjęte przez wszystkich badaczy tematu i bywa postrzegane jako kontrowersyjne. Głównym powodem jest fakt, że osoby homoseksualne w Niemczech, przynajmniej w teorii, poddawano przede wszystkim terapiom konwersyjnym, a nie mordowano. Niektórzy jednak nadal uznają ten termin za adekwatny. Amerykańskie Muzeum Holokaustu, jedna z czołowych placówek archiwalno-naukowych w Stanach Zjednoczonych zajmująca się tym zagadnieniem, poświęca całą sekcję ofiarom tzw. „holokaustu” osób homoseksualnych.
Klauss Müller, badacz tej tematyki, a także jeden z jej prekursorów na rynku badawczym, jest jednocześnie twórcą terminu „pusta pamięć”. W swoich pracach często zwraca on uwagę na problem „pustej pamięci”, która stanowi niejako odpowiedź na argument o autentyczność relacji homoseksualnych świadków II wojny światowej. Müller wychodzi z założenia, że podstawą wszystkich informacji, jakie dziś posiadamy o Zagładzie, jest właśnie oral history. Problem autentyczności jest wyjątkowo często poruszany w przypadku nielicznych świadectw danej grupy ofiar, takich jak właśnie osoby homoseksualne czy Świadkowie Jehowy. Kwestie te Müller porusza także w innych swoich działach, pisze o niej także Michael Berenbaum i inni autorzy książki A Mosaic of victims. Ponadto w swoich rozważaniach Müller zauważa, że w przypadku osób homoseksualnych przeżycie wojny nie równało się byciu ocalonym, bo nawet jeśli ocaleli, nie stali się ocalonymi. Kwestią kluczową dla faktu bycia Ocalonym jest bowiem możliwość opowiedzenia swojej historii oraz bycia uznanym za jedną z ofiar. Tymczasem ofiarom nieheteronormatywnym odmówiono po wojnie obu tych praw.
W Polsce główną badaczką tej tematyki jest Joanna Ostrowska, autorka posłowia do Mężczyzn z różowym trójkątem Hegera oraz wielu innych prac poświęconych temu tematowi. Znamienny wydaje się też fakt, że w wielu byłych obozach koncentracyjnych pojawiają się tablice pamiątkowe wspominające o różowych trójkątach, na terenie Polski zaś jedynie muzeum w byłym obozie koncentracyjnym Stutthof (KL) udostępniło swoim zwiedzającym wystawę czasową poświęconą tej kategorii więźniów. Chociaż wiadomo o przynajmniej 122 więźniów skazanych z paragrafu 175 w Auschwitz-Birkenau, współczesne muzeum nie przygotowało na ich temat żadnej osobnej wystawy.

## Filmografia
- Paragraf 175 – film dokumentalny w reżyserii Roba Epsteina i Jeffreya Friedmana z 2000 zrealizowany w koprodukcji niemiecko-brytyjsko-amerykańskiej.